# 达维德·斯沃博达
达维德·斯沃博达（捷克語：David Svoboda，1985年3月19日—），捷克男子现代五项运动员。他曾获得2012年夏季奥运会现代五项比赛男子个人金牌。他也参加了2008年和2016年夏季奥运会。